# کی‌دی جیبت
کی‌دی جیبت (به انگلیسی: KD Jebat) یک کشتی است که طول آن ۱۰۶ متر (۳۴۷ فوت ۹ اینچ) می‌باشد. این کشتی در سال ۱۹۹۵ ساخته شد.